# 2019冠状病毒病圭亚那疫情
2019冠状病毒病圭亚那疫情，介绍在2019新型冠狀病毒疫情中，圭亚那发生的情况。圭亚那于2020年3月11日录得首个病例，是一位从纽约旅行归来的女性。

## 时间线
2020年3月11日，圭亚那记录了首例新型冠状病毒病例，该病例是一名52岁的妇女，患有基础病，包括糖尿病和高血压。她于乔治敦公立医院去世。
2020年3月18日，圭亚那民航局对入境国际旅客航班关闭国内机场十四天。